# Curdistão (província)

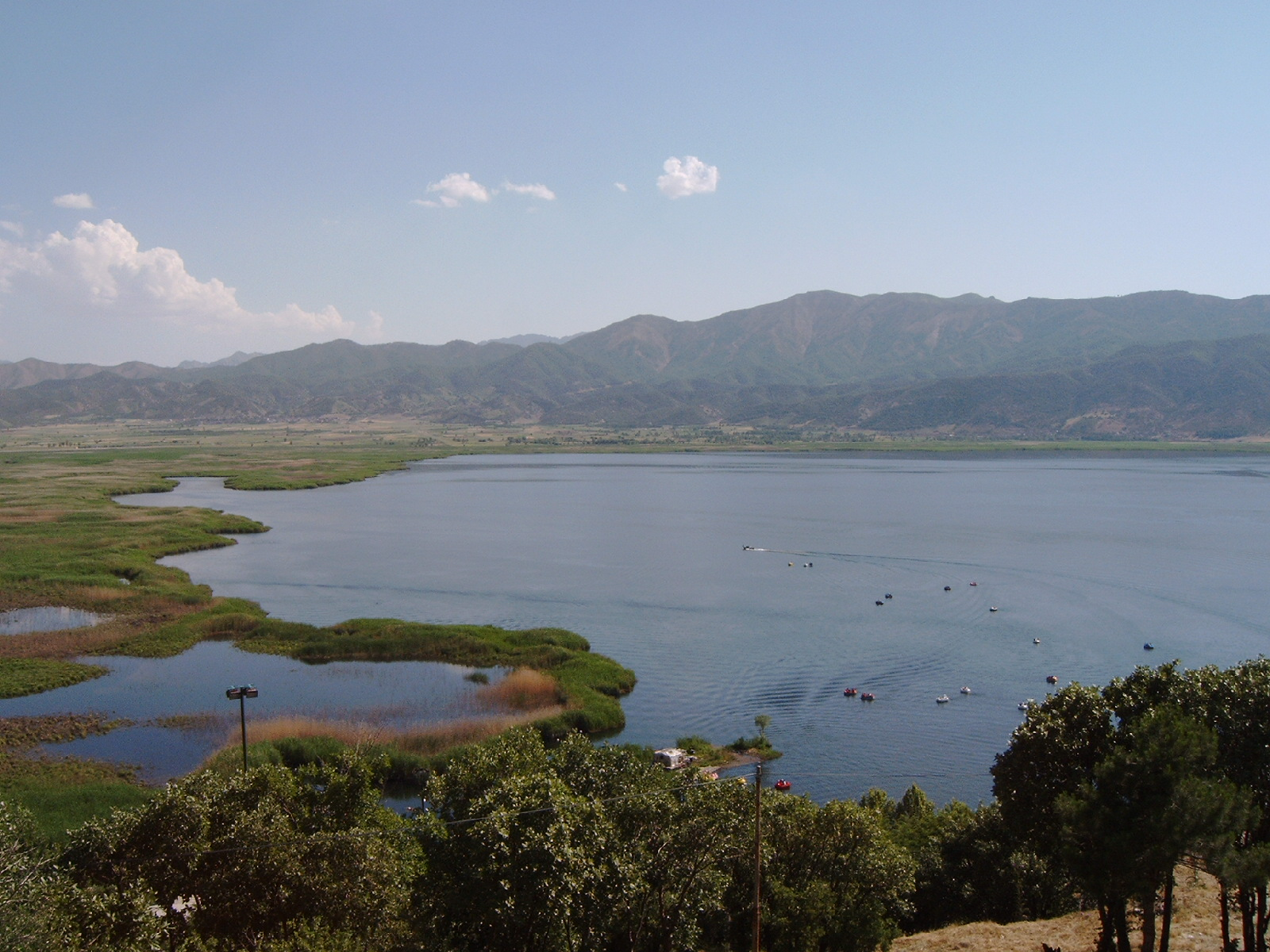
Lindo local!!

Curdistão (em persa: استان کردستان; romaniz.: Ostān-e Kordestān) é uma província do Irã sediada em Sanandaje. Tem 29 137 quilômetros quadrados e de acordo com o censo de 2019, havia 1 603 011 residentes. Se divide em 10 condados.